# 1307
1307 (MCCCVII) var ett normalår som började en söndag i den julianska kalendern.

## Händelser

### Januari
- 8 januari – Stilleståndet i Bogesund sluts mellan kung Birger Magnussons allierade Danmark och hans bröder, Erik och Valdemar.

### Maj
- 31 maj – Halländska Halmstad får stadsprivilegium.

### Juli
- 7 juli – Vid Edvard I:s död efterträds han som kung av England och herre över Irland av sin son Edvard II.

### September
- September – Stillestånd sluts mellan kung Birger och hans bröder Erik och Valdemar i Örkelljunga (Örkelljungatraktaten).

### Okänt datum
- Biskop Nils Kettilsson, som sitter inspärrad med kung Birger på Håtunaholms säteri, friges och beger sig till påven.
- Kejsarinnan Bulughan av Mongoliet och Kina avsätts och avrättas.

## Födda
- Alessandra Giliani, italiensk anatomiker

## Avlidna
- 7 juli – Edvard I, kung av England och herre över Irland sedan 1272.
- Bulughan, kejsarinna av Mongoliet och de facto regent 1294-1307